# Arnold (Nebraska)
Pour les articles homonymes, voir Arnold.
Arnold est un village du comté de Custer, dans l'État du Nebraska, aux États-Unis. En 2020, il comptait une population de 592 habitants.